# Commission royale d'enquête sur l'agriculture au Québec
La Commission royale d'enquête sur l'agriculture au Québec, mieux connue sous le nom de Commission April est une commission d'enquête instituée le 27 juillet 1965 par le gouvernement libéral de Jean Lesage,. La commission a été présidée par Nolasque April qui était alors président de la Régie des Marchés agricoles du Québec. 

## Membres de la  commission
- Président
  - Nolasque April (Président de la Régie des Marchés agricoles du Québec)
- Vice-Président
  - Rolland Poirier (Doyen de la Faculté d'agriculture de l'Université Laval)
- Autres membres
  - Charles B. Neapole (Vice-président de la Banque Royale du Canada)
  - Maurice Tremblay[4](Directeur des études et vices-doyen de la Faculté des sciences sociales de l'Université Laval)
  - Rosario Cousineau (Directeur de l'Extension de l'enseignement et ancien doyen de la Faculté de commerce de l'Université de Sherbrooke)
  - Ernest A. Dugas (Détenteur de la médaille d'or du Mérite agricole de 1959)
  - Gordon C. Thomson (Directeur de la Quebec Farmers' Association)

## Mandat
La commission avait pour mandat d'enquêter sur les moyens à prendre pour que la production agricole rapporte aux agriculteurs un revenu équilibré par rapport à celui des autres classes de la société et, en particulier, sur:
- l'obtention de marchés stables et rémunérateurs;
- l'amélioration des procédés de mise en marché et de commercialisation des produits agricoles;
- l'abaissement du prix de revient des produits à la ferme;
- la réduction des coûts de transformation des produits agricoles;
- la consolidation des exploitations agricoles.

## Rapport de la commission
Le 20 juillet 1967, la commission soumet au gouvernement des rapports sur treize sujets spécifiques.
- L'assainissement des sols au Québec;
- Le crédit agricole au Québec;
- L'industrie et le commerce des engrais chimiques au Québec;
- La médecine vétérinaire et les produits de médecine vétérinaire au Québec;
- L'évolution de l'agriculture et le développement économique du Québec, 1946-1976;
- L'industrie laitière au Québec;
- Les coopératives agricoles et les plans conjoints au Québec;
- La culture et la mise en marché du tabac au Québec;
- Les grains de provende au Québec;
- La mise en marché des fruits et légumes au Québec;
- La mise en marché de la viande et de la volaille au Québec;
- La consolidation des fermes au Québec;
- L'intégration en agriculture au Québec

## Conclusions
La commission conclut qu'il faut encourager le développement d'une agriculture concurrentielle et une intervention judicieuse du gouvernement. De plus, les commissaires jugent que l'agriculture québécoise souffre d'anémie. La commission recommande d'identifier les terres ayant le meilleur potentiel pour faciliter le financement gouvernemental. La commission suggère une irrigation plus appuyée des meilleures terres, une plus grande utilisation d'engrais chimiques et une plus grande productivité du travail.
La Commission  détaille ainsi les manières de procéder pour atteindre les objectifs d’augmentation des rendements dans les productions animales et végétales,.
La Commission suggère aussi que l'accroissement des échanges dans une optique interprovinciale et internationale serve de moyen pour obtenir un niveau de revenu agricole plus élevé.
Loin de s’inquiéter de la diminution du nombre de fermes, les conclusions de la Commission cherchent à assurer aux agriculteurs une qualité de vie décente et à consolider l’agriculture québécoise.